# Nuestra Señora de Loreto del Pirapó
Nuestra Señora de Loreto del Pirapó nombre de una reducción fundada por los jesuitas en la región de la Guayrá bajo control español en el siglo XVII.

## Ubicación
Este poblado se ubicaba en la desembocadura que el río Pirapó tiene en el río Paranapanema, esto es, hacia las coordenadas 22°36′51″S 51°57′00″O / -22.61417, -51.95000 estando sus ruinas unos 10 kilómetros al noroeste de la actual localidad de Itaguajé y a unos 31,5 km al norte de la ciudad Colorado en el extremo norte del actual estado brasileño de Paraná.

## Toponimia
El nombre le fue dado por invocación de la advocación de la Virgen llamada Nuestra Señora de Loreto que resultó así patrona de la población. En cuanto al nombre del río, este procede del guaraní y significa pirá=pez, pó=mucho, es decir abundante en peces.

## Historia
Ante el avance de los encomenderos españoles por el sur y el oeste y de los esclavistas portugueses por el norte y el este ( estos últimos especialmente desde São Paulo) gran parte de los indígenas, entre los que predominaban los de habla guaraní (pese a que previamente la región estaba poblada por yês) se refugiaron en los densos bosques de pinos (kury), decidida España a consolidar su control en las tierras que le correspondían por el Tratado de Tordesillas, se fundaron primero las villas o "ciudades de blancos" de Ontiveros, Ciudad Real del Guayrá y Villa Rica del Espíritu Santo; mas como esto no bastaba para consolidar el gobierno se apeló a la acción misional jesuítica en la Guayrá creándose para ello trece reducciones o pueblos y ciudades de indios.
Éstas fueron:
A orillas del Paranapanema:

- Nuestra Señora de Loreto del Pirapó (1610)
- San Ignacio Miní (I) (1612)

A orillas del río Tibagy y sus afluentes:

- San Francisco Javier -en grafía arcaica San Francisco Xavier- (1622)
- Nuestra Señora de la Encarnación (1625)
- San José (1626)
- San Miguel (1627)

A orillas del río Ivaí:
- Siete Arcángeles (1627)
- San Pablo del Ivagy (1627)
- Santo Tomé (1628)

A orillas del Piquirí:
- Jesús María de Guaraverá (1628)
- San Pedro de los Pinares (1627)
- Nuestra Señora de la Concepción (1627)

Nuestra Señora del Pirapó devino en capital de las Misiones Jesuíticas del Guayrá y fue en gran medida la base para la fundación de las otras reducciones en la citada región de la Guayrá (o Pinería).
Los fundadores fueron los frailes José Cataldino y Simón Maceta (los apellidos italianos de esa época tienen diversas versiones de escritura), para hacerlo partieron de Asunción el 8 de diciembre de 1609 ascendieron desde el Salto del Guairá las aguas del río Paraná hasta el puerto llamado Mbaracayú ubicado al pie de la sierra homónima, tal puerto era un centro español del comercio de yerba mate. Luego subieron las aguas del Paranapanema (o Paraná-pané) hasta el Pirapó al cual arribaron en diciembre del ya citado año de 1610; la misión de Nuestra Señora de Loreto emplazada a unas 120 leguas del Salto del Guayrá, fue oficialmente fundada el 10 de diciembre de 1610, en la misma reducción y en la vecina (ubicada unos 50 kilómetros al este) San Ignacio Miní (I) se congregaron las parcialidades indígenas lideradas por los tuvichá o "caciques" Araraá, Atiguayé, Aviñurá, los dos hermanos Aracaná, los jefes Aviñurá, Guriraporá, Tabucuy, Taubiey, Tayazuayí, Yacaré, con un total de unas cincomil familias que en menos de dos años aportaron 12.000 catecúmenos.
Durante la primera década de su existencia, Nuestra Señora de Loreto del Pirapó floreció lo mismo que las demás reducciones y ciudades hispanoguaraníticas de la Guayrá. Pero entre 168 y 1630 se produjeron las primeras grandes malocas de bandeirantes y mamelucos lusobrasileños procedentes principalmente de São Paulo.
Ante los ataques lusobrasileños y tupíes, en el año 1628 Antonio Ruiz de Montoya realizó una gran hazaña al lograr que más de doce mil guaraníes atravesaran cerca de mil kilómetros, desde la Guayrá (ahora en el sur de Brasil) hasta Misiones en la Argentina, para protegerlos de los bandeirantes quienes empezaron a esclavizar a los nativos para venderlos en las haciendas. Más de tres mil canoas transportaron a los refugiados guiados por el padre Antonio Ruiz de Montoya. La mayoría de estas canoas naufragó en las cascadas y rápidos del río Paranapanema. Tras el penoso viaje y luego de graves penurias llegaron los refugiados -sólo una tercera parte del número original- a las zonas del Paraná Medio a orillas del río Yabebiry (actual provincia argentina de Misiones) donde fueron refundadas San Ignacio Miní (San Ignacio Mini II) y Loreto (Nuestra Señora de Loreto (II)), desde allí muchos de los refugiados fueron redistribuidos en las estancias de la región de Los Tapés (actualmente el oeste de Río Grande del Sur), de este modo en 1631 Nuestra Señora de Loreto del Pirapó ya se encontraba abandonada.